# Карнелутти, Франческо
Франческо Карнелутти (итал. Francesco Carnelutti, род. 8 апреля 1936, Венеция — 26 ноября 2015, Рим) — итальянский актёр.

## Биография
В 1950 поступил в институт радиотехники, но покинул его в 1952. В 1953 году подрабатывал носильщиком, на заработанные деньги купил фотоаппарат. В 1956 дебютировал в кино.
1961 −1968 гг. — был мало где замечен, в основном это были эпизоды каких либо сериалов, а также был на вторых ролях в полнометражных фильмов.
В 1969 г. — кинокритиками был замечен в фильме Монахиня в Моцце, где он успешно сыграл роль любовника Морино Касторианни..
В 1970 гг. имел ряд успешных кинокартин (Пацифиска, где он сыграл взломщика Джованни, в фильме Ирене, сыграл разлучника Нино.. а также получил роль Буфациоо, учителя скрипки… последняя роль, за неё получил множество наград)
1977 год — выходит фильм Гудбай и Аминь… Опять был высоко оценен кинокритиками… За роль мужа Агостино…
В конце 1979 года, выходит первый фильм, который был снят Америкой… Спасите «Конкод», где он сыграл чуть ли не эпизодическую роль пилота самолёта.
В 1980 продолжил завоевывать Голливуд, и начал он с главной роли в фильме Система Старка, который зрители восприняли прохладно. Но через год, его ждал успех — главная роль в фильме Александр Невский.
Конечно же, он не забывал о родной Италии, где в 1981 году вышел фильм Служитель любви, где он сыграл итальянского репортера, который полюбил американскую актрису. А также он получил роль в американо — итальянском фильме красное и чёрное, камерария Согретто.. За эту роль он получил различные премии…
1983 году, вышли сразу три фильма с его участием, первая это комедия Квартет… Где он сыграл одного из четверых музыкантов. Фильм был тепло принят зрителями. Фильм — мюзикл Завтра будем танцевать.. Где его можно было увидеть в образе хлоднокровного злодея Вильгельма. А также в военной драме Ветер Войны, где он сыграл роль капитана.
В 1986 году, можно его можно было увидеть в детективном триллере Дело Азиза — где он сыграл роль секретаря и помощника главного героя.
В Голливуде он проснулся успешным, когда вышел фильм Живот Архитектора (1987), где он делил сцену с Брайаном Денехи, Они тепло отзывались друг о друге после этого фильма.
В 1991 году, он сыграл в проходном американском фильме Необходимая любовь, где его можно увидеть в роли доктора Уэббера. А также в том же году он воплотил образ Микеланджело. За последнюю роль, от кинокритиков посыпались различные награды.
В 1992 году, попробовал себя в озвучивании мультфильмов.
В 1995 году, воплотил образ архитектора, который оказался заложником самого себя в фильме Раб.
В 1998 году, воплотил образ мореплавателя Джовани, в фильме катастрофе в открытом море.
1999 году, его можно было заметить по эпизодической роли судьи, в фильме Крестный часть 4,
Открыть 21 век, ему удалось с главной роли Дона Метео, фильме Дон (2000), сам фильм был тепло принят как у зрителей, так и у критиков. За образ престарелого гангстера в последний раз он получил номинацию.
В 2001 году, воплотил образ доктора психической больницы, в фильме Любовь -отрава.
в 2003 году, с его участием можно было заметить сразу три фильма: Первый фильм, это французская комедия добрый папа, где он воплотил образ отца главного героя. В эпизодической роли деда, в фильме Лютые дни, а также в эпизодической роли наставника Хита Леджера, в фильме Пожиратель Грехов.
В 2006 году, вышел фильм Код да Винчи, где его появление можно прокоментировать как эпизод.
В октябре 2008 года, дал выступление в прессе, прокоментировав, что Изображение смерти (2009) будет его последним фильмом в его карьере. Он заканчивает свою кино карьеру из за усталости и возраста. Этот фильм был холодно принят, и получил самые низкие оценки.
Но в 2013 году, появившись на итальянском телевидении заявив, что он не против вернуться в киноиндустрию, а также, что он согласился на ещё один фильм, прочитав сценарии — ему понравился сюжет фильма.
В 2014 году, фильм вышел… 5 сентября 2014 года, он в последний раз был на премьере своего фильма.
8 ноября 2014 года, объявил, что у него онкология.
29 ноября 2015 года, было объявлено в сети, что Франческо Карнелутти умер 26 ноября на 80 году жизни, в своем доме в кругу семьи…

## Семья
Был единственным ребёнком. Родился 8 апреля 1936 года, в семье торговца Рико Карнелутти (1909—1972) и швеи Мути Ливиа (1914—1999), её семья имигрировала в Италию в 1916 году. Назвали в честь деда Франческо Карнелутти (1886—1957), который был военным капитаном.
Франческо Карнелутти был дважды женат.
Первый раз он женился, когда ему было двадцать три года, и продлился девять лет. (1959 −1968), первой его избраницей была студентка медицинского университета Мария Сантьега (1939 −2018).. В этом браке детей не было.
Второй раз он женился в 1977 году, на журналистке Нино Карнелутти (01.12.1949- 02.01.2020) в этом браке родились трое детей:
сын Джакомо Карнелутти (09.10.1978) — стал успешным ведущим на итальянском телевидении… Вел множество популярных программ начиная с (2004—2010), на данный момент занимается собственным рестораном, который открыл в 2008 году.
Женат на француженке Нуми Франц с (2006 г.) имеет двоих детей. двух дочерей. Агата (2009) и Лили (2014)
Патрицио Карнелутти (18.01. 1981) — стал журналистом. Работая в итальянских СМИ, добился успеха (1998 −2007), переехал в Нью-Йорк в (2009) … В 2017 году, совершил каминг аут. Детей нет.
дочь Мария Виверте Карнелутти (17.04.1983) — работает врачом. Проживает со своим мужем Энрико Виверте в Лиссабоне. Имеет двух детей. Сына Измаэля (2000) и дочь Луну (2005). На данный момент в разводе. Брак распался в 2013 году. Приваживает со своими детьми в Лиссабоне.

## Фильмография
- 1969 — Монахиня в Моцце — Касторианини
- 1970 — Пацифистка — Джованни
- 1975 — Ирене — Нино
- 1976 — Учитель игры на скрипке
- 1977 — Гудбай и Аминь — Агостино
- 1979 — Спасите «Конкорд»! — пилот
- 1980 — Система Старка — Старк
- 1980 — Александр Великий — Александр
- 1981 — Служитель любви — Итальянский репортёр
- 1982 — Красное и чёрное — Камерарий Сагретто
- 1983 — Квартет
- 1983 — Завтра будем танцевать — Вильгем
- 1983 — Ветер войны — Авраам Робинзон
- 1985 — Подполье в Азисси — Лесник
- 1986 — Дело Моро — Секретарь
- 1987 — Живот архитектора — Патрицио
- 1991 — Микеланджело
- 1991 — Необходимая любовь — доктор Уэбер
- 1992 — По реке (мульт) — озвучка.
- 1995 — Раб — Хопер
- 1998 — В открытом море — Джованни
- 1999 — Крестный 4. Фальконе — Судья
- 2000 — Дон — Метео
- 2001 — Любовь и «отрава» — Доктор Мерзли
- 2003 — Добрый папа — Николя
- 2003 — Лютые дни — Грег
- 2003 — Орден, пожиратель грехов — Доминик
- 2006 — Код да Винчи — Префект
- 2007 — Пристанище — Доторе
- 2009 — Изображения смерти — Измаил Истофе
- 2014 — Весна